# 27565 de Wet
27565 de Wet este o planetă minoră (asteroid), cu un diametru de 5,69 km, din centura de asteroizi. A fost descoperită pe 24 mai 2000 la Stația Anderson Mesa de Lowell Observatory Near-Earth-Object Search. 
Obiectul prezintă o orbită caracterizată de o semiaxă mare de 2,9459802 UAi, o excentricitate de 0,1499669, o înclinație de 10,49485 ° în raport cu ecliptica.